# Mi generación
Mi generación es una serie de la cadena Televisa, producida por Luis de Llano Macedo, fue emitida a través de Central 4 (hoy Foro TV) a finales de 1997 de lunes a viernes las 6:00 pm.
Protagonizada por Mayrín Villanueva, Jorge Poza, Laisha Wilkins, Mauricio Barcelata, Manola Diez, Arap Bethke, Marcela Pezet, Raúl Vega y Jairo Gómez. quienes en ese momento iniciaban su carrera artística, además con la participación de Eduardo Arroyuelo, Héctor Sandarti, José Luis Cordero "Pocholo" y Jacqueline Voltaire.

## Argumento
Es la historia de ocho jóvenes de preparatoria, quienes tienen cualidades diferentes pero una característica en común: la juventud, el amor y una ilusión compartida. Ellos estudian en el instituto Monte Olimpo en el penúltimo año de preparatoria, uno de sus lugares favoritos es Ixtapa Zihuatanejo, los chicos se toman unos días de vacaciones en las playas de ese lugar y poco después regresan a la escuela para presentar los exámenes finales con los cuales podrán pasar de año, al terminar las clases regresan a Ixtapa y viven unas vacaciones inolvidables antes de empezar las clases y cursar juntos su último año de preparatoria. 

## Elenco Principal
- Mayrín Villanueva - Romina
- Jorge Poza - Sebastián
- Laisha Wilkins - Mariana
- Mauricio Barcelata - Ángel
- Manola Diez - Claudia
- Arap Bethke - Rodrigo
- Marcela Pezet - Deborah
- Raúl Vega - Jorge
- Jairo Gómez - Juan Pablo

## Elenco Secundario
- Eduardo Arroyuelo - Álvaro Patricio Méndez del Valle "El Rolas"
- Héctor Sandarti -  Max o Menox
- Jacqueline Voltaire Sara Cruger
- José Luis Cordero "Pocholo" - Aparece como diferentes personajes en diferentes capítulos, ya sea un vagabundo, un cocinero, un gerente de hotel etc.

## Invitados
- Pilar Montenegro
- José Carlos Ruiz
- Zoraida Gómez
- Mauricio Islas
- Martha Julia
- Ilse
- Francesca Guillén
- Karyme Lozano
- Karla Graham
- Sabine Moussier
- Ragazzi
- Luis Gatica
- Odiseo Bichir
- Jorge Ortiz de Pinedo
- Silvia Campos
- Beatriz Moreno
- Kabah
- Darío Tpie
- David Ostrosky
- Gloria Izaguirre
- Ariane Pellicer
- Mercurio
- Patricia Villasaña
- Betzabé Díaz
- Galilea Montijo
- Archie Lanfranco
- Iran Eory
- Juan Soler
- Mestizo
- Pedro Armendáriz Jr.
- Roxana Chávez
- Felipe Colombo
- Aylín Mujica
- Anahí
- Marisol Centeno
- Los Temerarios
- Raúl Padilla "Chóforo"
- Rodrigo Vidal
- Mariana Seoane
- Julio Bracho
- Paty Álvarez
- Orlando Miguel
- Héctor Soberón
- Fabricio Mercini
- Juan Carlos Nava "El Borrego"
- Sergio Basáñez
- René Strickler
- Liza Echeverría
- Antonina Jourdan
- Sergio Sendel
- Ninón Sevilla
- Adalberto Martínez "Resortes"
- Rafael Inclán
- Alicia Fahr
- Fabiola Campomanes
- Eduardo Videgaray

## Banda sonora de la serie
- Mi generación - Kabah
- Amor de estudiante - Kabah
- Ixtapa - Mestizo
- Chicas chic - Mercurio
- Más allá - Ragazzi
- Florecita rockera  - Aterciopelados
- A donde - Sentidos Opuestos
- Si te vas - Kairo
- La flor del paraíso - Irán Castillo
- Explota corazón - Mercurio
- Más de lo que te imaginas - The Sacados
- La morena - Ilegales
- Vive - Kabah
- Caballero de las olas tristes - Kabah